# Repton (videogioco 1983)
Repton è un videogioco sparatutto a scorrimento simile a Defender, pubblicato nel 1983 per Apple II, Atari 8-bit e Commodore 64 dalla Sirius Software.
Andy Kaluzniacki, che insieme a Dan Thompson fu uno dei progettisti originali del gioco, ne pubblicò un remake per iOS nel 2011.

## Modalità di gioco
Il giocatore controlla un'astronave sopra un paesaggio di grattacieli, con visuale di profilo e scorrimento orizzontale in entrambi i sensi. L'ambiente è circolare, ovvero procedendo sempre verso destra o verso sinistra ci si ritrova al punto di partenza. Un radar nella parte bassa dello schermo fa da minimappa dell'intera area.
L'astronave può muoversi in tutte le direzioni, con l'effetto dell'inerzia, e sparare a raffica in orizzontale. Ha una scorta limitata di superbombe che distruggono tutti i nemici presenti sullo schermo. Inoltre, quando non viene dato nessun comando all'astronave, ossia ogni volta che vengono rilasciati tutti i tasti e il joystick, si attiva uno scudo difensivo che la rende indistruttibile.
I nemici sono alieni che stanno cercando di costruire una propria base sul pianeta Repton. Le loro forze comprendono missili che partono in verticale da terra e vari tipi di astronavi, alcune in grado di sparare, ognuna con una diversa funzione:
- Quarrior: stacca blocchi dai palazzi della città e li usa per costruire la base e le rampe lanciamissili
- Spye: navicella pericolosa solo in caso di scontro
- Nova Cruiser: se colpito si divide in quattro intercettori più piccoli
- Minelayer (posamine): lascia una scia di oggetti letali al contatto
- Dyne: spara un raggio orizzontale che copre tutta la larghezza dello schermo
- Drayn: ruba energia alla rete di Repton tramite un raggio verticale; l'astronave del giocatore può interrompere il raggio attraversandolo, e quindi riportare l'energia alla rete passando attraverso un tubo di ricarica.

Se si termina l'energia della rete di Repton, oppure se i nemici riescono a completare la costruzione della base, si passa a una fase sotterranea. Stavolta oltre al consueto profilo di città in basso c'è un profilo di caverna in alto. Qui il radar e le superbombe non sono disponibili. L'obiettivo diventa distruggere un generatore nemico, dopodiché si ricomincia a combattere in superficie.